# Couvent des Carmes de Vic-sur-Seille
Pour les articles homonymes, voir Couvent des Carmes.
Le couvent des Carmes de Vic-sur-Seille est un ancien couvent de carmes situé à Vic-sur-Seille, dans le département français de la Moselle. 

## Historique
Dès 1645, les Carmes veulent implanter un couvent à Vic-sur-Seilles. Ils ne reçoivent qu'en 1675 l'autorisation d'y construire un couvent. Le chantier démarre en 1680 grâce en particulier au don de 12000 livres fait par Françoise Bardin, épouse du maître des requêtes Henri de Creil. L'église des Carmes est consacrée en 1733 dans le village.
Confisqué pendant la Révolution française, le bâtiment conventuel sert ensuite de prison et de tribunal. Aujourd'hui, le bâtiment de l'ancien couvent accueille la mairie de Vic-sur-Seille, tandis que l'église, convertie en magasin à fourrage puis en marché couvert en 1876, sert désormais de salle des fêtes.

## Protection
L'ancienne église donnant place du Palais (façade, toitures et intérieur), les façades des anciens bâtiments conventuels donnant sur la place du Palais et rue des Prisons, ainsi que escalier en bois et cage situés dans le corps de bâtiment de la rue des Prisons sont inscrits aux monuments historiques par arrêté du 24 février 1986.